# Ría de San Martín de la Arena
La ría de San Martín de la Arena o ría de Suances, también conocida antiguamente como ría de Requejada,  es un estuario situado en la costa central de Cantabria (España), entre los municipios de Suances, Polanco y Miengo, siendo la desembocadura del río Saja. Tiene una superficie de 389 hectáreas, con un perímetro de 33,7 kilómetros y una superficie intermareal del 75 % de su extensión. A lo largo de toda la ría predominan los suelos fangosos, seguidos de los arenosos. La boca de la ría está delimitada por la punta del Torco y la punta del Torco de Afuera, donde se encuentra un faro.

## Descripción

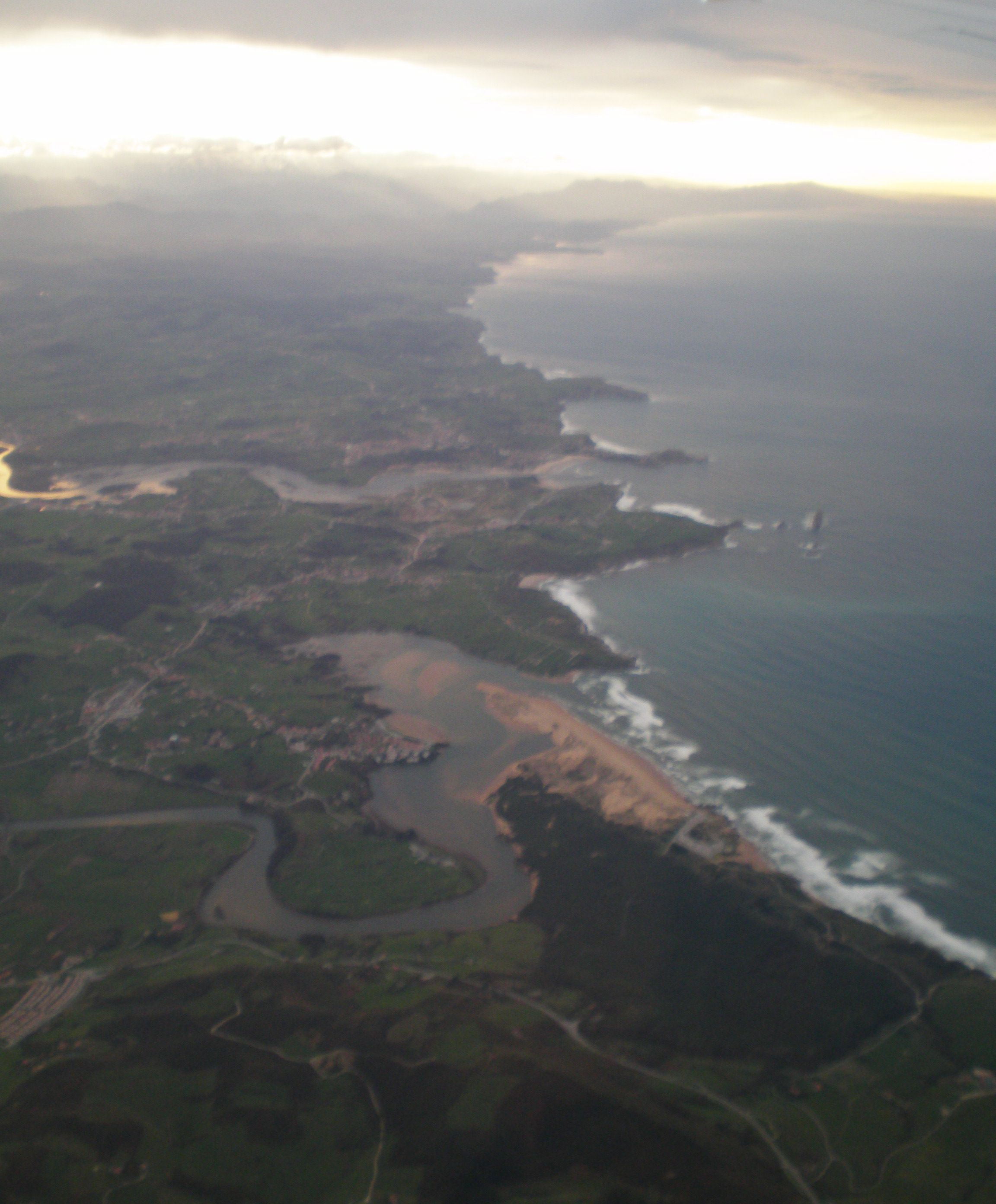
En primer plano la ría de Mogro, detrás, la de San Martín de la Arena.

El tramo más interior de la ría, muy estrecho y de carácter casi completamente fluvial, comienza entre Viveda y Barreda y soporta una gran presión industrial debido a la empresa Solvay. En este tramo desemboca el arroyo Borrañal, afluente que transcurre por Hinojedo y que forma una isla fluvial conocida como Pedrón. Unos cientos de metros más adelante, desemboca el río Cabo, que procede de Polanco y forma una gran isla perteneciente a Hinojedo, denominada localmente isla'l Monti. Esta isla fue comprada por la empresa Solvay y, actualmente, sirve para almacenar sustancias químicas.
El sector inmediatamente siguiente se conoce como Vuelta Ostrera, donde existe una depuradora de aguas residuales. La última isla fluvial en la ría pertenece a Cudón. A medida que se avanza hacia el mar se intensifica la vegetación y se encuentra con la zona denominada La Riberuca, donde hay escolleras abiertas en varios puntos, que se suceden hasta el final de la ría. Este tramo final contiene y da acceso al puerto de Suances, además de albergar varias playas.
Los suelos de la ría están a suficiente profundidad como para que ésta sea en gran parte navegable por embarcaciones de medio y pequeño calado, lo que motiva la existencia del puerto de Requejada. La ría forma, junto a la cercana isla Conejera, sus islotes contiguos y otros espacios costeros cántabros, el parque natural de las Dunas de Liencres. Tanto en la ría como en las islas pasan el invierno diversos grupos de aves.

## Contaminación

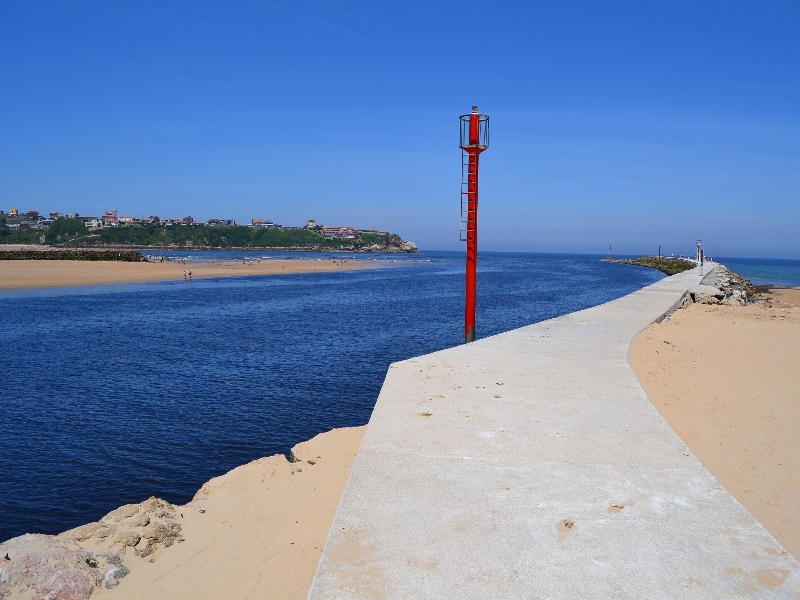
Acceso marítimo ría visto desde la playa de Cuchía (Miengo).

Además del impacto ecológico causado por la actividad industrial de Solvay, el inicio de la explotación de la mina de zinc de Reocín en 1856 propició el asentamiento de diversas industrias químicas que han contribuido notablemente en la degradación ambiental de la zona. A esto se suma un importante desarrollo urbanístico y turístico que ha agravado la situación. Uno de los mayores problemas derivados de esta contaminación es la alta concentración de plomo y otros metales pesados sedimentados. Esta contaminaciónno solo representa un riesgo para especies como halcones peregrinos, gaviotas, cormoranes, garzas, y anátidas, sino también para otras especies de consumo humano, como la lubina, la dorada, las ostras y los mejillones.
En 2005, se propuso la construcción de un nuevo puerto deportivo en Suances, que incluía espigones y otras estructuras que habrían alterado la dinámica de mareas y la sedimentación de la ría. Este proyecto fue evaluado negativamente por la Consejería de Medio Ambiente de Cantabria y, como consecuencia de este informe, fue desestimado definitivamente en 2008.

## Puertos

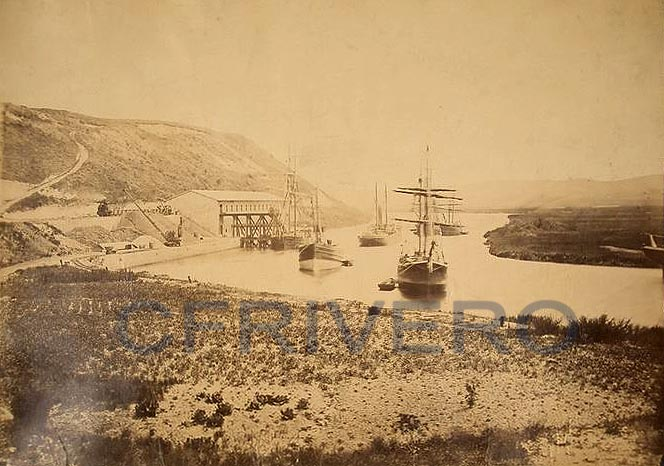
Muelle de Hinojedo a finales del.

### Puerto de Requejada
El puerto de Requejada es un puerto fluvial situado en la parte inicial de la ría, a unas 3,5 millas de la desembocadura. En 2008, el puerto cesó su actividad debido a la acumulación de arena y piedras en el fondo, lo que lo convirtió en un puerto poco seguro. Actualmente, su gestión es privada, a cargo de la empresa Julio Cabrero & Cia S.A.

### Puerto de Suances
En la boca de la ría se encuentra el puerto de Suances o puerto de San Martín de la Arena, que según atestiguan diferentes restos hallados en las inmediaciones fue el lugar del Portus Blendium de la época romana.
La actividad pesquera del puerto está documentada desde el siglo XII. En este siglo y hasta el siglo XVII el puerto goza de gran importancia y actividad, soportando un alto volumen de pesca de ballenas y actividad comercial. La primera referencia de un grupo de pescadores asociados en esta ría es de 1614, perteneciente a los pescadores de Cortiguera. Posteriormente, en 1695, los pescadores de Suances consiguieron aprobar las ordenanzas de la Cofradía de Pescadores Nuestra Señora del Carmen. Sin embargo, a partir del siglo XVII, debido al proceso de colmatación de la ría, esta actividad comienza a disminuir.

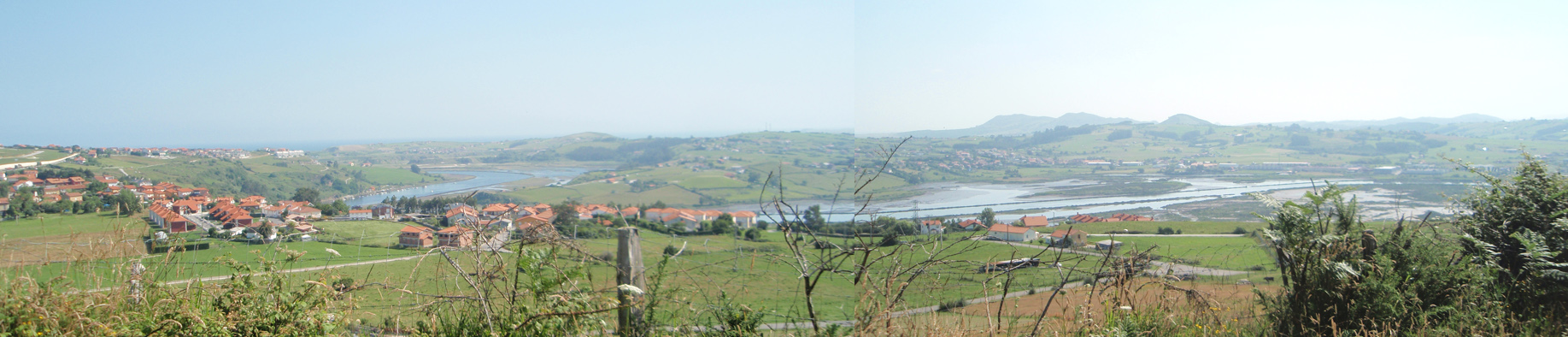
Vista panorámica de la zona media de la ría.